# Distrito Central (condado de Abarkuh)
O distrito Central do condado de Abarkuh (em persa: بخش مرکزی شهرستان ابرکوه) é um distrito (bakhsh) do condado de Abarkuh, na província de Yazd, no Irã. No censo de 2006, sua população era de 29 609 habitantes, em 8 238 famílias. O distrito tem uma cidade chamada Abarkuh e possui dois distritos rurais, que são Faragheh e Tirjerd.